# Баскетбол на літніх Олімпійських іграх 2020 — чоловіки (склади)
У цій статті представлено склади всіх збірних, що візьмуть участь у чоловічому турнірі з баскетболу на літніх Олімпійських іграх 2020 у Токіо.

## Група A

### Франція
Склад збірної оголошено 21 травня 2021 року.

### США
Склад збірної оголошено 28 червня 2021 року.

## Група B

### Австралія
Склад збірної оголошено 2 липня 2021 року.

### Німеччина
Склад збірної оголошено 5 липня 2021 року.

## Група C

### Аргентина
Склад збірної з 15 гравців оголошено 4 червня 2021 року.